# Alyssa Jirrels
Alyssa Jessica Jirrels (* 13. August 2000 oder 13. August 2001 in Kalifornien) ist eine US-amerikanische Schauspielerin.

## Leben
Alyssa Jirrels wurde als Tochter der Schauspielerin Pam Koppel  geboren und wuchs in Sebastopol im US-Bundesstaat Kalifornien auf. Theatererfahrungen sammelte sie am Cinnabar Theater’s Young Rep in Petaluma, am 6th Street Playhouse in Santa Rosa, am Spreckels Performing Arts Center in Rohnert Park, an der Main Stage West in Sebastopol sowie am Sonoma County Theater.
Eine erste Serienrollen hatte sie in Das Leben und Riley des Disney Channels. Von 2017 bis 2018 verkörperte sie in der Serie Mech-X4 des Disney Channels die Rolle der Veracity Campbell. Im Spielfilm This Is the Year von David Henrie spielte sie 2020 an der Seite von Lorenzo James Henrie die Rolle der Zoey.
2022 war sie in der Miniserie Boo, Bitch mit Zoe Colletti zu sehen. In der Miniserie Eine verhängnisvolle Affäre (2023) von Paramount+ basierend auf dem gleichnamigen Film übernahm sie die Rolle der Ellen Gallagher. In der zweiten Staffel der AMC-Serie Mayfair Witches mit Alexandra Daddario als Rowan Fielding verstärkte sie den Hauptcast und verkörperte Moira Mayfair, Rowans Cousine.
In den deutschsprachigen Fassungen wurde sie unter anderem von Stefanie Masnik in This Is the Year, von Franciska Friede in Ungewöhnlich Normal, von Moira May in Boo, Bitch sowie von Melinda Rachfahl in Alexa und Katie synchronisiert.

## Filmografie (Auswahl)
- 2015: The Art of Escape
- 2016: Das Leben und Riley (Girl Meets World, Fernsehserie, Folge Girl Meets She Don't Like Me)
- 2017: The Mick (Fernsehserie, Folge The Divorce)
- 2018: Alexa & Katie (Fernsehserie, vier Folgen)
- 2018: Marvel’s Agents of S.H.I.E.L.D. (Fernsehserie, Folge Rise and Shine)
- 2017–2018: Mech-X4 (Fernsehserie, 21 Folgen)
- 2019: Commit 2 the Bit (Fernsehserie, Folge 4th Sketch-Aversary)
- 2020: The Good Doctor (Fernsehserie, Folge Mutations)
- 2020: Schooled (Fernsehserie, Folge Clueless)
- 2020: Acting for a Cause (Fernsehserie, Folge A Midsummer Night's Dream)
- 2020: This Is the Year
- 2020: Under the Lights (Kurzfilm)
- 2020–2021: Saved by the Bell (Fernsehserie, fünf Folgen)
- 2021: Navy CIS: L.A. (Fernsehserie, Folge A Fait Accompli)
- 2021: American Housewife (Fernsehserie, Folge How Oliver Got His Groove Back)
- 2021: Frank
- 2022: Ungewöhnlich Normal (As We See It, Fernsehserie, fünf Folgen)
- 2022: Boo, Bitch (Miniserie)
- 2023: Eine verhängnisvolle Affäre (Fatal Attraction, Miniserie)
- 2025: Mayfair Witches (Fernsehserie)